# SS Laurentic (1927)
«Лаурентік» (англ. SS Laurentic (1927) — британське пасажирське судно-океанський лайнер, побудований компанією Harland and Wolff у Белфасті на замовлення компанії White Star Line. Судно, яке було другим з назвою «Лаурентік», було останнім пароплавом, побудованим для White Star Line. Лайнер курсував між Ліверпулем і Канадою з 1927 по 1936 рік. Після злиття White Star Line з Cunard його використовували в основному як круїзне судно. З грудня 1935 року перебував в Ліверпулі. На початку Другої світової війни реквізовано Британським адміралтейством і перетворене на допоміжний крейсер Королівського флоту Великої Британії і отримало назву HMS Laurentic (F 51). 3 листопада 1940 року біля західного ірландського узбережжя поблизу Бладі Фореленду «Лаурентік» затоплений торпедною атакою німецького підводного човна U-99.

## Історія
12 листопада 1927 року «Лаурентік» здійснив свою першу подорож між Ліверпулем і Нью-Йорком, а 31 грудня здійснив свою другу поїздку в обидві сторони за цим маршрутом. У січні та березні 1928 року лайнер здійснив два круїзи Середземним морем. 27 квітня судно здійснило свій перший перехід на маршруті Ліверпуль — Квебек — Монреаль. Канадським маршрутом курсували два судна компанії White Star Line в 1927 році, Calgaric і Albertic, а також старі Doric, Megantic і Regina.
Проте з часом, коли пасажиропотік зменшився, «Регіна» була продана іншій компанії, «Калгарік» був призначений для круїзів, а «Альбертіка» — на маршрут Нью-Йорка. Коли Doric, у свою чергу, був призначений для круїзів у 1932 році, «Лаурентік» залишався останнім лайнером White Star, призначеним для канадського маршруту. 3 жовтня того ж року воно зіткнулося з «Лурігетаном» з компанії Mountain Steamship Co в протоці Бель-Айл. Обидва кораблі були пошкоджені над ватерлінією, але змогли продовжити свій рейс. Розслідування встановило, що «Лаурентік» був «винним на 55 відсотків» у аварії.
26 серпня 1939 року, за кілька днів до Другої світової війни, Адміралтейство реквізував «Лаурентик». Переобладнання лайнера в допоміжний крейсер для Королівського флоту було завершено 15 жовтня. На крейсер встановили морські гармати BL 6-inch Mk XII, 3-дюймові зенітні гармати QF 20 cwt і глибинні бомби. Вона була введена в експлуатацію як HMS Laurentic з вимпелом номером F51.
О 21:40 3 листопада 1940 року німецький підводний човен U-99 корветтен-капітана О. Кречмера торпедував торговельне судно Casanare на Західних підходах на захід від Бладі Фореленду в Ірландії. Коли «Лаурентик» та «Патроклус» прибули на місце катастрофи, U-99 атакував торпедами «Лаурентик». Потім U-99 напав на «Патроклус», який рятував тих, хто вижив з Casanare. Вночі 4 листопада U-99 вразив «Патроклус» чотирма торпедами і двома з чотирьох снарядів зі своєї палубної гармати. Есмінець «Гесперус» відігнав U-99 і повернувся до порятунку тих, хто вижив з «Лаурентика», «Бігл» врятував тих, хто вижив на «Патроклусі».